# 西井正弘
西井 正弘（にしい まさひろ、1946年9月16日 - ）は、日本の法学者。京都大学名誉教授。大阪女学院大学教授。専門は、国際法・国際人権法・国際環境法 （研究分野は、テロの国際的規制・国際人権法・国際環境法を中心とした国際法）。岡山県笠岡市出身。

## 経歴
略歴は以下のとおり。
- 1965年03月 - 岡山県立岡山朝日高等学校卒業
- 1969年03月 - 京都大学法学部卒業
- 1971年03月 - 京都大学大学院法学研究科修士課程修了
- 1974年04月 - 京都大学大学院法学研究科博士課程単位修得退学
- 1974年05月 - 京都大学法学部助手
- 1976年09月 - 島根大学文理学部講師
- 1978年04月 - 島根大学文理学部助教授
- 1982年04月 - 京都大学教養部助教授
- 1992年07月 - 米国バージニア大学ロー・スクール客員研究員(1993年8月まで）
- 1992年10月 - 京都大学大学院人間・環境学研究科助教授（改組による）
- 1995年08月 - 京都大学大学院人間・環境学研究科教授
- 1997年05月 - 英国ケンブリッジ大学ローターパクト国際法研究センター客員研究員（1997年11月まで）
- 2010年03月 - 京都大学定年退職
- 2010年04月 - 大阪女学院大学大学院21世紀国際共生研究科教授、京都大学名誉教授

## 著作

### 編書
- （西村健一郎・初宿正典と共編）『判例法学』（有斐閣, 1988年／改訂版, 1992年／第3版, 1997年／第4版, 2005年／第5版, 2012年）
- 『図説 国際法』（有斐閣，1998年）
- （水上千之・臼杵知史と共編）『国際環境法』（有信堂高文社，2001年）
- 『地球環境条約―生成・展開と国内実施』（有斐閣，2005年）
- （臼杵知史と共編）『テキスト国際環境法』（有信堂高文社，2011年）